# Günther Witzany
Günther Witzany (* 25. August 1953 in Salzburg) ist ein österreichischer Philosoph. 1985 gründete er die erste Philosophische Praxis in Österreich. Witzanys besonderer Forschungsschwerpunkt ist die Philosophie der Biologie. Seit 2001 ist Witzany zusammen mit Ewald Hiebl Herausgeber der gesammelten Werke von Leopold Kohr. Er ist Mitglied in der World Society for Virology, der RNA Society, war im Editorial Board der Internationalen Biosemiotik-Gesellschaft (2008–2015), beim World Journal of Biological Chemistry, Mitglied der New York Academy of Sciences (seit 2009), im Internationalen Städteforum Graz (seit 1999) und dem Netzwerk The Third Way of Evolution.

## Werdegang
Witzany studierte Philosophie, Politikwissenschaft und Moraltheologie in Salzburg und München. 1993 wurde er bei Annemarie Pieper mit der Arbeit Transzendentalpragmatik und Ek-sistenz. Normenbegründung – Normendurchsetzung. promoviert.

## Ästhetik und praktische Philosophie
Witzany gründete 1985 die „erste Philosophische Praxis in Österreich“. Im Rahmen dieser Praxis betreibt er selbstständige Forschung und organisiert Kongresse.
In Anlehnung an Aristoteles gliedert Witzany seine Arbeit in drei Bereiche, die mit ästhetische, praktische und theoretische Vernunft betitelt sind. Dabei ist die ästhetische Vernunft vor allem künstlerischen Projekten und deren diskursiver Reflexion gewidmet, so etwa den Arche-Projekten von Otto Beck oder dem Musikprojekt N.I.L.F.I.S.C. (New Intellectual Line for International Sound Communication), u. a. mit Wolfgang Seierl; dieser Bereich zeigt sich aber auch in Debatten und Interviews u. a. mit Hermann Kremsmayer, Hermann Ober, Johannes Grützke und Hubert Schatz.
Der Bereich der „praktischen Vernunft“ ist ethischen, vor allem politischen und ökologischen Fragen gewidmet. Witzany war Mitherausgeber 1986 bis 1992 der Vierteljahreszeitschrift Arche Nova – Ideenforum für Wertwandel und Friedensforschung und war am Alternativ-Technologie-Zentrum 1989 bis 1998 beteiligt. 1990 gab er zusammen mit Eva-Maria Schalk das Buch Die Rettung der Erde. Alternative Energie aus Sonne Wind und Wasser heraus. Mit Christian Vötter entwickelte Witzany ein Konzept zur nachhaltigen Belebung von Regionalstrukturen, K.O.H.R. (Kern-Orientierungen-Helfen-Regionen). Zudem engagierte sich Witzany für integrative Projekte, wie die „No Problem“-Musiktherapie (1995 EU-Preisträgerin für funktionelle Rehabilitation) für geistig bzw. körperlich Schwerbehinderte.
Mit dem Kulturverein Tauriska, der Leopold-Kohr-Akademie und Alfred Winter arbeitete er ab 1988 in den Bereichen geistige Dorferneuerung und Kulturmanagement. Witzany erarbeitete für die Sozialplanung der Stadt Salzburg 1995 den Rahmenplan Behindertenwesen (samt Maßnahmenkatalog) und koordinierte 2005 die Erarbeitung des Sozialleitbildes der Stadt („Lebensqualität für Alle“). 1999 erfolgte die Gründung der „Fachstelle für barrierefreie Orts- und Stadtraumgestaltung“ (Mitglied im ÖNORM-Ausschuss).
Witzany gab zwei EU-kritische Sammelbände Verraten und Verkauft. Das EG-Lesebuch. Unipress 1993 und Zukunft Österreich. EU-Anschluss und die Folgen. Unipress 1998 heraus, für das er bekannte österreichische Intellektuelle gewinnen konnte.
Im Bereich der theoretischen Vernunft ist vor allem Witzanys naturphilosophischer Ansatz zu nennen.

## Naturphilosophie
Von 1987 bis 1990 entwickelte Witzany seine eigenständige Philosophie der Biologie, die er als Theorie der kommunikativen Natur bezeichnete. Grundlegend ist hier die Annahme, dass Organismen ihr Verhalten durch Kommunikationsprozesse koordinieren und organisieren. Die Evolutionsgeschichte wird von Witzany als eine Geschichte von Kommunikationslogik und -dynamik der Organismen interpretiert. Der genetische Code ist sprachlich strukturiert und unterliegt grammatischen, inhaltsspezifischen und kontextabhängigen Regeln. Für diese Sprache müssen „Genom-bearbeitungskompetente Agenten“ angenommen werden. Die molekulare Syntax des genetischen Codes ist demzufolge nicht das Ergebnis einer zufällig entstandenen Mischung, sondern einer kompetenten Textbearbeitung. Die Agenten der genetischen Textbearbeitung sind nicht-lytische, sesshafte Virenstämme und subvirale RNA-Gruppen, deren bevorzugter Lebensraum Genome zellulären Lebens sind.
Die Theorie der kommunikativen Natur entwickelte Witzany in den 2000er Jahren zu einer Theorie der Biokommunikation, die er systematisch auf alle bekannten Organismenreiche (Viren, Archaea, Bakterien, Protozoa, Pilze, Tiere, Pflanzen) anwendet. Aufgrund ihres pragmatischen Ansatzes vermeidet sie strikt die Verwendung von metaphysischen Erklärungsmodellen (holistisch, mechanistisch, atomistisch) und ermöglicht ein neues Grundverständnis belebter Natur durch die Analyse aller zeichenvermittelten Interaktionen innerhalb und zwischen Zellen, Organen, Geweben und Organismen. „Leben“ ist demnach ein soziales Ereignis, das durch die sich gegenseitig ergänzenden Ebenen der RNA-Kommunikation, Virus-Kommunikation und Zell-Kommunikation ermöglicht wird.

## Symposien und Veranstaltungen
Witzany organisierte mehrere bedeutende Symposien und Kongresse:
- 1991: Symposium Klein Sein oder Nicht Sein. Für eine Kultur der Selbstbeschränkung mit Erwin Chargaff, Robert Jungk und Leopold Kohr als prominente Teilnehmer.[15]
- 2006 1. Biosemiotik-Kongress in Österreich, organisiert von Witzany mit Wolfgang Hofkirchner.[16]
- 2008 Kongress Natural Genetic Engineering and Natural Genome Editing, organisiert von Witzany mit Keynote-Speakern wie James A. Shapiro.[17]
- 2009 Tagung „Zukunftsfähige Stadt- und Verkehrsplanung“ mit der Leopold Kohr Akademie.[18]
- 2014 Kongress DNA Habitats and it's RNA Inhabitants, organisiert von Witzany mit Eugene Koonin als Keynote-Speaker.[19]
- 2018 Kongress Evolution – Genetic Novelty/Genomic Variations by RNA Networks and Viruses mit Luis Villarreal als Keynote-Speaker.[20]
- 2022 Kongress How Evolution Learnt to Learn - Epigenetics of Experienced Context, organisiert von Witzany mit Eva Jablonka als Keynote-Speaker.[21]

## Veröffentlichungen

### Bücher
- Philosophieren in einer bedrohten Welt. Vorträge und Essays wider die technokratische Vernunft. Die Blaue Eule, Essen 1989.
- Transzendentalpragmatik und Ek-sistenz. Normenbegründung – Normendurchsetzung. Die Blaue Eule, Essen, 1991.
- Größenwahn, Geschwindigkeitsrausch, Vereinigungsfieber. Texte zum Ende der Fortschrittsreligion. Unipress, Salzburg 1992.
- Natur der Sprache – Sprache der Natur. Sprachpragmatische Philosophie der Biologie. Königshausen & Neumann, Würzburg 1993.
- Life: The communicative Structure. A new Philosophy of Biology. Books on Demand, Hamburg 2000. Rezension in SATS: Nordic Journal of Philosophy, 3(1):21-28, 2002.[22]
- The „Logos“ of the „Bios“. 1. Contributions to the foundation of a three-leveled biosemiotics. Umweb, Helsinki 2006.
- The „Logos“ of the „Bios“. 2. Bio-Communication. Umweb, Helsinki 2007.
- Biocommunication and Natural Genome Editing. Springer, Dordrecht 2010.
- Biokommunikation und natürliche Bearbeitung genetischer Texte. Die Anwendung der sprachpragmatischen Philosophie der Biologie. BoD, Norderstedt 2011.
- mitdenker.at; 30 Jahre Telos-Philosophische Praxis. BoD, Norderstedt 2017; PDF; ISBN 978-3-7431-3847-6.
- Infectious Thoughts: Discovering Biology as a Social Science. 2021; (Mit L.P. Villarreal); doi:10.13140/RG.2.2.35183.66725;
- Leopold Kohr verstehen. Tauriska Verlag, Neukirchen a.G.V 2022, ISBN 978-3-901257-64-3.
- Infectious Meetings: 2008 - 2022. Preprint. 2025, doi:10.13140/RG.2.2.24284.09601/2 .

### Herausgeber
- Günther Witzany, E.M. Schalk: Die Rettung der Erde. Alternative Energie aus Sonne, Wind und Wasser. Unipress Verlag, Salzburg 1990 (prozukunft.org).
- Zur Theorie der Philosophischen Praxis. Die Blaue Eule, Essen 1991 (prozukunft.org).
- Bernhard Hölzl: Tractatus poetico-philosophicus. Über Simulation. Die Blaue Eule, Essen 1991.
- Melanie Berg: Philosophische Praxen im deutschsprachigen Raum. Die Blaue Eule, Essen 1992.
- Zeno Bucher: Die Abstammung des Menschen als naturphilosophisches Problem. Königshausen & Neumann, Würzburg 1992.
- Verraten und Verkauft. Das EG-Lesebuch. Unipress, Salzburg 1993.
- Zukunft Österreich. EU-Anschluss und die Folgen. Unipress, Salzburg 1998.
- Leopold Kohr: Das Ende der Großen. Zurück zum menschlichen Maß. Müller, Salzburg 2002. (mit E. Hiebl)
- Leopold Kohr: Die überentwickelten Nationen. Müller, Salzburg 2003. (mit E. Hiebl)
- Leopold Kohr: Weniger Staat. Gegen die Übergriffe der Obrigkeit. Müller, Salzburg 2004. (mit E. Hiebl)
- Leopold Kohr: Die Lehre vom rechten Maß. Müller, Salzburg 2005. (mit E. Hiebl)
- Leopold Kohr: Entwicklung ohne Hilfe. Müller, Salzburg 2007. (mit E. Hiebl)
- Biosemiotics in Transdisciplinary Contexts. Proceedings of the Gathering in Biosemiotics 6, Salzburg 2006. Umweb, Helsinki 2007.
- Leopold Kohr: Probleme der Stadt. Müller, Salzburg 2008. (mit E. Hiebl)
- Natural Genetic Engineering and Natural Genome Editing. Annals of the New York Academy of Sciences. Wiley & Sons, New York 2009. Wiley
- Leopold Kohr: Das akademische Wirtshaus. Müller, Salzburg 2010. (mit E. Hiebl)
- Zukunftsfähige Stadt- und Verkehrsplanung. BoD, Norderstedt 2010.
- Biocommunication in Soil Microorganisms. Springer, 2011.
- Biocommunication of Plants. Springer, 2012 (mit Frantisek Baluska).
- Biocommunication of Fungi. Springer, 2012.
- Viruses: Essential Agents of Life. Springer, 2012. Rezension: "Viruses: Essential Agents of Life … is a great way to kick off the next 100 years of virology."[23]
- Leopold Kohr: Am Vorabend von 1984. (Hg: Leopold Kohr Akademie), 2013.
- Hermann Knoflacher: VERKEHRT. Plädoyer für ein anderes Leben. Salzburg 2013.
- Biocommunication of Animals. Springer, 2014.
- DNA Habitats and Their RNA Inhabitants. Annals of the New York Academy of Sciences. Wiley & Sons, New York 2015.Wiley
- Biocommunication of Ciliates. Springer, 2016 (mit Mariusz Nowacki).
- Leopold Kohr: Ernst Friedrich Schumacher zu Ehren. (Hg: Leopold Kohr Akademie), 2016.
- Leopold Kohr: Das Ende Großbritanniens. (Hg: Leopold Kohr Akademie), 2017.
- Biocommunication of Archaea. Springer, 2017.
- Memory and Learning in Plants. Springer, 2018 (mit Frantisek Baluska und Monica Gagliano).
- Genome Invading RNA Networks. Frontiers in Microbiology, 2018 (mit Luis P. Villarreal).
- Genetic Novelty and Genomic Variation by RNA-Networks and Viruses. Wiley & Sons, New York, Annals of the New York Academy of Sciences 2019.
- Biocommunication of Phages. Springer, 2020.
- Evolution and Epigenetics. Annals of the New York Academy of Sciences. Wiley & Sons, New York, 2023. Wiley
- Infectious Thoughts. Discovering Biology as a Social Science. (zusammen mit LP Villarreal).Wiley
- Epigenetics in Biological Communication. Springer, 2024
- Klein sein oder nicht sein. Für eine Kultur der Selbstbeschränkung. (Tauriska Verlag), 2024.